# GPS-2F 5
GPS-2F 5 – amerykański satelita globalnego systemu nawigacji NAVSTAR-GPS; piąty z serii 2F. Planowy czas działania satelity wynosi 12 lat.
Satelita zastąpił starszy egzemplarz (GPS 2A-28) wyniesiony na orbitę w 1997 roku, a który miał pracować przez 7,5 roku.